# Bahnhofstraße 20 (Bad Suderode)

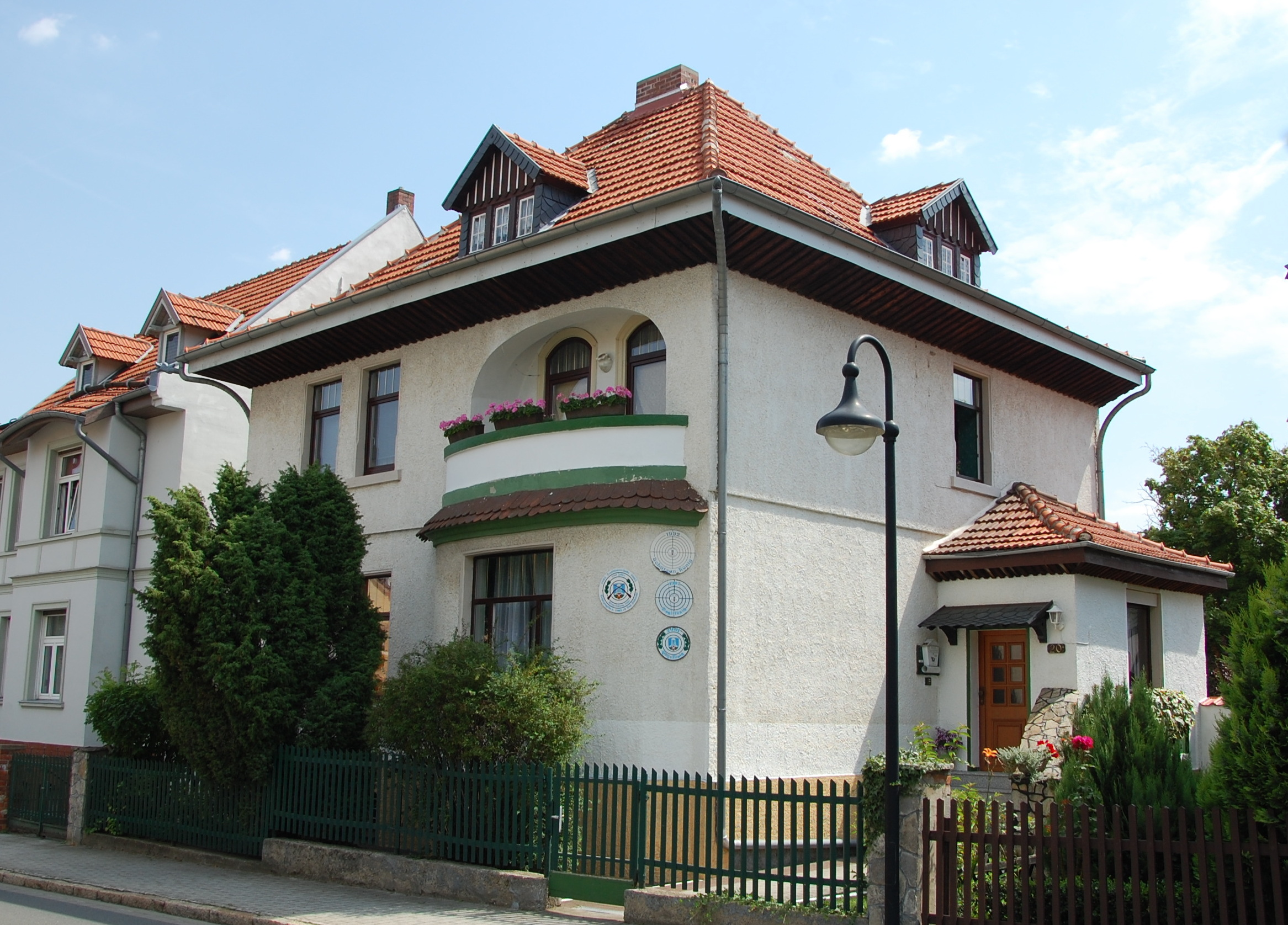
Haus Bahnhofstraße 20

Das Haus Bahnhofstraße 20 ist ein denkmalgeschütztes Gebäude im zur Stadt Quedlinburg in Sachsen-Anhalt gehörenden Ortsteil Bad Suderode.

## Lage
Es befindet sich auf der Ostseite der Bahnhofstraße und ist im örtlichen Denkmalverzeichnis als Wohnhaus eingetragen.

## Architektur und Geschichte
Der zweigeschossige massive Bau verfügt über kubische Proportionen und ist schlicht gestaltet. Der Eingang des Hauses ist auf der Südseite angelegt.